# Bohumil Vaculík
Bohumil Vaculík (1. ledna 1882 Přerov – 30. ledna 1940 Moravská Ostrava) byl československý politik a meziválečný poslanec Národního shromáždění za Československou stranu lidovou.

## Biografie
Od mládí byl aktivní v organizování křesťansko sociálního hnutí. Podle údajů k roku 1930 byl profesí železničním zaměstnancem v Moravské Ostravě. Za první republiky budoval na Ostravsku organizační síť křesťanského dělnictva.
V parlamentních volbách v roce 1929 se stal za Československou stranu lidovou poslancem Národního shromáždění.
Zemřel náhle v lednu 1940 před budovou telegrafního úřadu na báňské dráze v Moravské Ostravě na mozkovou mrtvici, které na místě podlehl. Pohřeb se konal 3. února 1940 v chrámu Božího spasitele v Moravské Ostravě.